# Илија Јованов
 Илија Јованов (Вршац, 1984) асистент је Правног факултета Универзитета у Новом Саду награђен током студија од Универзитета у Новом Саду за изузетан успех.

## Биографија
Завршио је основну школу "Олга Петров-Радишић" у Вршцу, основну музичку школу "Јован Бандур" у Панчеву, средњу музичку школу "Јосип Славенски" у Београду. Правни факултет у Новом Саду уписао је 2006. године.

## Образовање
Дипломирао је на Правном факултету Универзитета у Новом Саду 2011. године. Мастер студије завршио је 2013. године одбранивши завршни рад на тему "Правна држава и институционалне претпоставке независног судства", под менторством проф. др Гордане Вукадиновић. Докторске студије завршио 2020. године, одбранивши докторску дисертацију на тему "Правно - филозофски основи теорије друштвеног уговора" под менторством проф. др Драгутина Аврамовића.

## Радна места
На Правном факултету Универзитета у Новом Саду изабран је за сарадника у настави 2012. године,  за асистента 2014. године и за асистента са докторатом 2020. године, за наставни предмет Увод у право.

## Чланство у организацијама и телима
Члан Српског правничког клуба.

## Научни рад
Област интересовања: правна држава, друштвени уговор, суверенитет.
Учествовао је на више међународних и домаћих скупова, уз објављивање већег броја радова.
Учествовао је и на пројектима Теоријски и практични проблеми стварања и примене права (ЕУ и Србија) и Правна традиција и нови правни изазови, чији је носилац Правни факултет Универзитета у Новом Саду.

## Селектована библиографија
1. Јованов, Илија (2017). „Legal Certainty as a Value - Between Wishes and Possibilities” (PDF). ARCHIBALD REISS DAYS. II br. II: 413—421.
2. Јованов, Илија (2015). „Повратак ка изворном значењу појма суверенитета” (PDF). Наука, безбедност, полиција. 20 br. 1: 149—161.
3. Јованов, Илија (2015). „Џон Лок и право на отпор” (PDF). Зборник радова Правног факултета у Новом Саду. XLIX br. 3: 1389—1401. Архивирано из оригинала (PDF) 29. 11. 2021. г. Приступљено 20. 10. 2018.
4. Вукадиновић, Гордана; Јованов, Илија (2016). „Правна држава и владавина права од зачетака до савремених изазова” (PDF). Зборник радова Правног факултета у Новом Саду. L br. 3: 773—786. Архивирано из оригинала (PDF) 04. 12. 2021. г. Приступљено 20. 10. 2018.
5. Аврамовић, Драгутин; Јованов, Илија (2017). „Ограничења покрета право и књижевност - пример Софокла” (PDF). Зборник радова Правног факултета у Новом Саду. LI br. 2: 353—368. Архивирано из оригинала (PDF) 29. 11. 2021. г. Приступљено 20. 10. 2018.